# معاهدة باردو

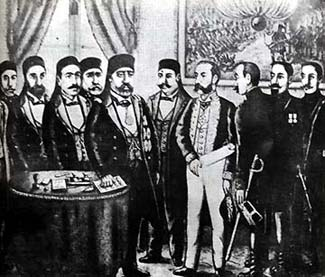
توقيع معاهدة باردو

معاهدة باردو أو معاهدة قصر السعيد الموقّعة يوم 12 ماي 1881 بين حكومة فرنسا وباي تونس محمد الصادق باي، والمؤسسة لنظام الحماية. وتعلن هذه المعاهدة «حماية» فرنسا على البلاد التونسية وهي تشكل بداية الاستعمار الفرنسي لتونس. أعطت هذه المعاهدة لفرنسا حق الإشراف المالي والخارجي والعسكري في تونس، وحق تعيين مفوّض فرنسي في مدينة تونس، وتولى التدخل الفرنسي في شؤون البلاد. حافظ الباي على مركزه، وبسلطة التشريع والإدارة، مع السماح بتنفيذ القرارات فقط بموافقة المقيم العام الفرنسي.

## نص معاهدة باردو
الحمد لله،
أما بعد فإنه كان مراد الدولة الجمهورية الفرنساوية والدولة التونسية منع إعادة الاضطراب الذي وقع في المدة الأخيرة بحدود الدولتين وبشطوط المملكة التونسية وإبطال ذلك إلى الأبد وتشديد علائق المحبة القديمة وحسن الجوار عزما على عقد اتفاق للغرض المذكور ولمصلحة المتعاقدين ولذلك عين رئيس الجمهورية الفرنساوية الجنرال بريار وفوض له الأمر فاتفق مع رفيع الشأن حضرة باي تونس على الشروط الآتية:
الفصل الأول :
إن معاهدات الصلح والمودة والتجارة وجميع الاتفاقات الأخرى الموجودة الآن بين دولة الجمهورية الفرنساوية وحضرة رفيع الشأن باي تونس تجدد وتؤكد بوجه صريح.
الفصل الثاني:
ولتسهيل إتمام الأعمال التي قصدت بها دولة الجمهورية الفرنساوية بلوغ الغرض الذي عزم عليه المتعاقدان رضيت حضرة رفيع الشأن باي تونس بأن السلطة العسكرية الفرنساوية تتبوأ الجهات التي ترى لزومها لتوطيد الأمن والراحة بالحدود والشطوط وترحل عنها عندما يتبين للسلط الحربية الفرنساوية والتونسية معا أن الإدارة المحلية قاضية بحفظ الراحة على الاستمرار.
الفصل الثالث :
قد التزمت دولة الجمهورية الفرنساوية بأن تعين وتعضد على الدوام حضرة رفيع الشأن باي تونس لمنع جميع الأخطار التي تهدد ذاته وآل بيته أو التي تكدر راحة عمالته.
الفصل الرابع :
وتكلفت دولة الجمهورية الفرنساوية بإجراء المعاهدات الموجودة الآن بين دولة الإيالة والدول الأوروبية.
الفصل الخامس:
ينوب عن دولة الجمهورية الفرنساوية لدى حضرة رفيع الشأن باي تونس وزير مقيم يراقب إجراء ما تضمنه هذا السجل ويكون واسطة في علائق الدولة الفرنساوية مع السلط التونسية في جميع الأمور المشتركة بين البلادين.
الفصل السادس:
نواب فرنسا الدولية والقنصلية بالبلدان الأجنبية يكلفون بحماية مصالح تونس ورعاياها. والتزمت حضرة رفيع الشأن باي تونس بأن لا تعقد أدنى عقد يفهم منه التعاقد مع أجنبي بغير أن تعلم به دولة الجمهورية الفرنساوية وتتفاهم معها فيه من قبل.
الفصل السابع :
لقد أبقت دولة الجمهورية الفرنساوية ودولة حضرة رفيع الشأن باي تونس تعيين وصول في تنظيم مالية المملكة يتفقان عليها بعد ليحصل بذلك الاطمئنان على أداء واجبات الدين العمومي والضمان لحقوق أرباب دين الإيالة التونسية.
الفصل الثامن:
تجعل غرامة حربية على العروش العاصية التي بالحدود والشطوط وبعد هذا يقع اتفاق في تعيين مقدارها وكيفية استخلاصها وتكون دولة حضرة رفيع الشأن باي تونس مسؤولة بذلك.
الفصل التاسع:
ولوقاية بلاد الجزاير التي املكها دولة الجمهورية الفرنساوية من جلب السلاح والذخاير الحربية «كنترباند» تعهدت دولة حضرة رفيع الشأن باي تونس بمنع إدخال الأسلحة والمهمات الحربية من جزيرة جربة ومرسى قابس وغيرها من المراسي التي بجنوب المملكة.
الفصل العاشر:
هذه المعاهدة تعرض على مصادقة دولة الجمهورية الفرنساوية وسجل المصادقة يسلم في أقرب وقت ممكن لحضرة رفيع الشأن باي تونس.
حررت بالقصر السعيد في 12 ماي سنة 1881.
قصر السعيد 12 ماي 1881.
محمد الصادق باي
الجنرال بريار.

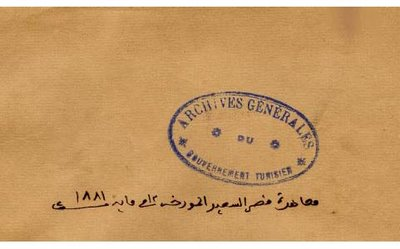
الصفحة الأولى من معاهدة باردو
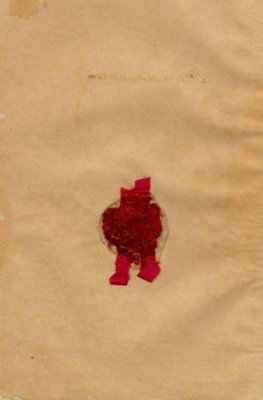
الصفحة الثانية من معاهدة باردو
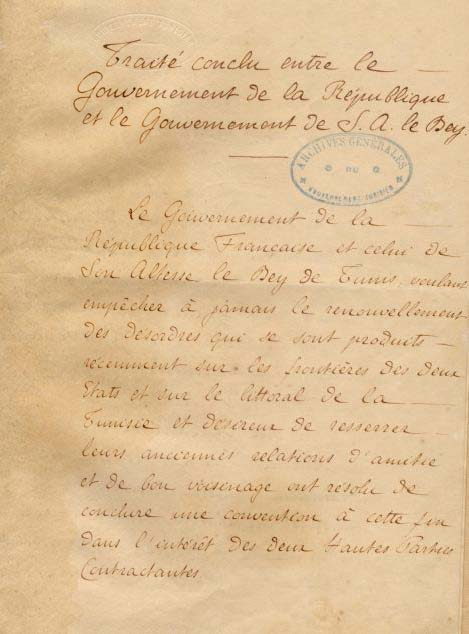
الصفحة الثالثة من معاهدة باردو
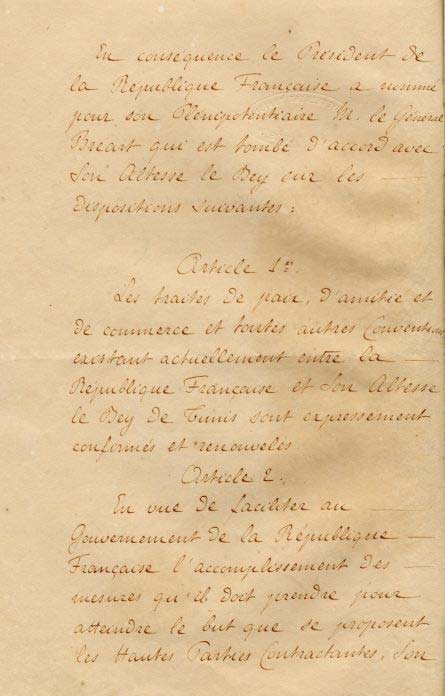
الصفحة الرابعة من معاهدة باردو
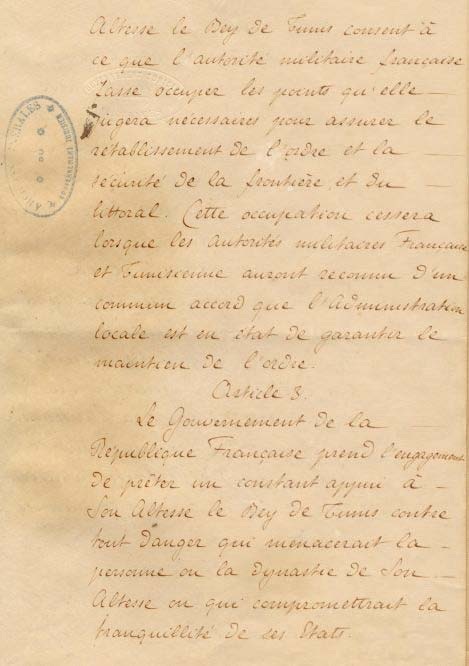
الصفحة الخامسة من معاهدة باردو
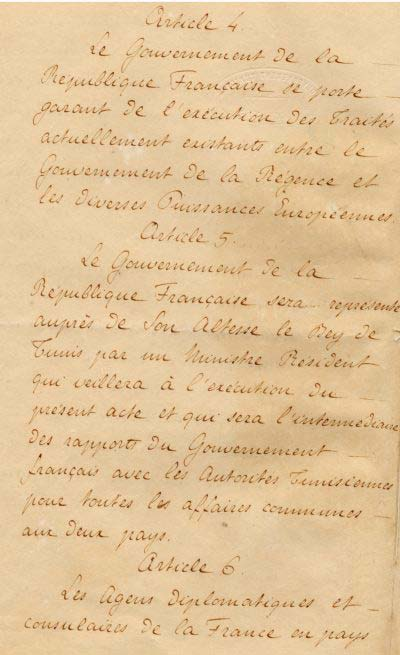
الصفحة السادسة من معاهدة باردو
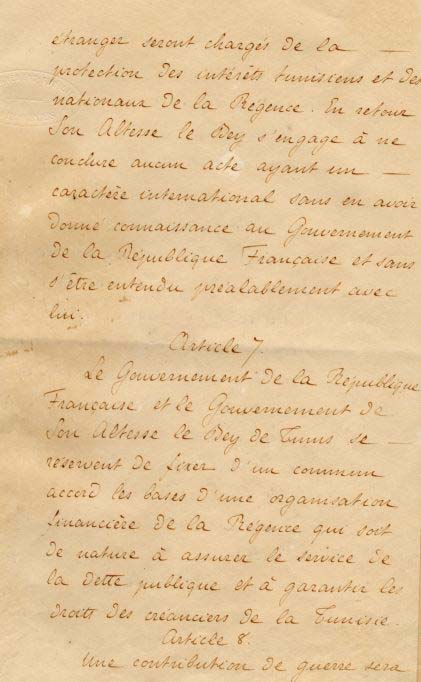
الصفحة السابعة من معاهدة باردو
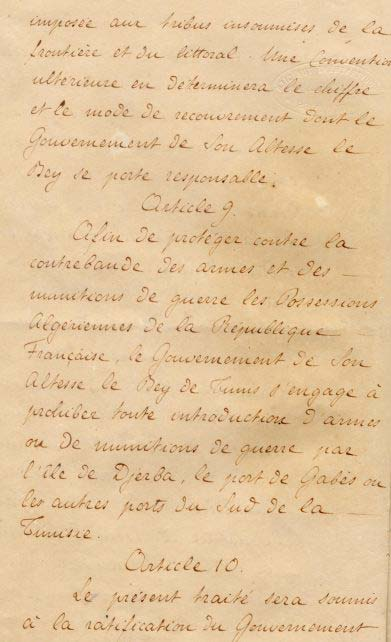
الصفحة الثامنة من معاهدة باردو
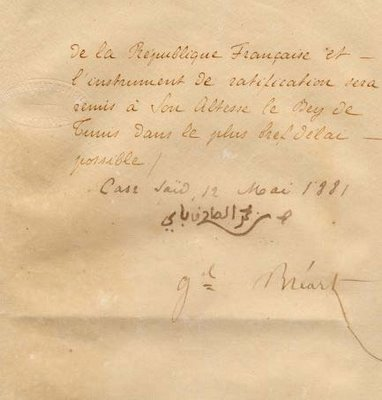
الصفحة التاسعة من معاهدة باردو ( إمضاء محمد الصادق باي على معاهدة الحماية)

### وصلات خارجية
- علي المحجوبي، انتصاب الحماية الفرنسية بتونس، سراس للنشر، تونس 1986، ص 152-154.
- صورة معاهدة باردو.